# Junkers A 20/35
Los Junkers A 20 y su variante A 35 eran monoplanos biplazas, destinado al transporte de mercancías y correo, y más tarde como entrenadores y con fines militares. Era un desarrollo del hidroavión Junkers J11 (CLS.I). Fue diseñado en la década de 1920 por Junkers en Alemania y fabricado en Dessau y por AB Flygindustri en  Limhamn, Suecia. El avión fue desarrollado en 1923 sobre la base del avión de reconocimiento Ju 20, diseñado para la Armada Soviética y construido en Fili, Moscú, Rusia.

## Historia, diseño y desarrollo

### Junkers Ju 20
En febrero de 1922 Junkers Flugzeugwerk AG firmó un contrato con el gobierno de la Unión Soviética para producir el avión en la Planta Estatal de Aeroplanos nº 7 en Fili (Moscú). Estas instalaciones debían usarse, entre otros cometidos (fabricación de los Junkers Ju 13  para la construcción y mantenimiento de una flota básica para la Fuerza Aérea Soviética. Junkers fue responsable de la configuración de las instalaciones de producción, así como del diseño de varios tipos de aviones, que fueron solicitados por la Fuerza Aérea Soviética. El primer avión diseñado fue un hidroavión de reconocimiento, para el cual el gobierno soviético hizo un pedido de 20 aviones. Junkers comenzó este diseño designado J20. Para cumplir con la solicitud soviética, Zindel y Mader decidieron basarse directamente del diseño del hidroavión de 1918 Junkers J11. El primer J20 voló por primera vez en marzo de 1922. Durante los meses siguientes, Junkers participó en la instalación de la planta de producción en Fili y en noviembre de 1922, el primer J20 construido en Rusia, ahora designado como Ju 20 , voló por primera vez en Leningrado Un total de veinte Junkers Ju 20W se construyeron durante 1923 en Fili y se entregaron a la Armada Soviética como aviones de reconocimiento durante ese año.

### Junkers A20
En la factoría Junkers en Dessau , Mader y Zindel rediseñaron el J20/Ju 20 para cometidos civiles durante 1923 y en mayo de 1923 este diseño modificado fue presentado en el Salón Aeronáutico de Goteborg como Tipo A. Poco después de la exhibición, Junkers ofreció una versión más potente del tipo A como A20. El A20 podría usarse como avión terrestre o hidroavión. En Alemania, los A20 fueron utilizados principalmente por Junkers Luftverkehr AG  y más tarde por Deutsche Luft Hansa en vuelos postales. El 5 de julio de 1924, un Junkers A20 (n/c 458) despegó para el primer servicio de vuelo postal de Berlín a Ankara y el 18 de agosto de 1924 se utilizó otro A20 (n/c 461) para el primer servicio postal nocturno de Berlín a Estocolmo. El A20 fue también utilizado por la Deutsche Verkehrsfliegerschule (DVS) (Escuela Alemana de Aviación); una organización encubierta de entrenamiento militar, que operó como academia de entrenamiento de pilotos civiles.

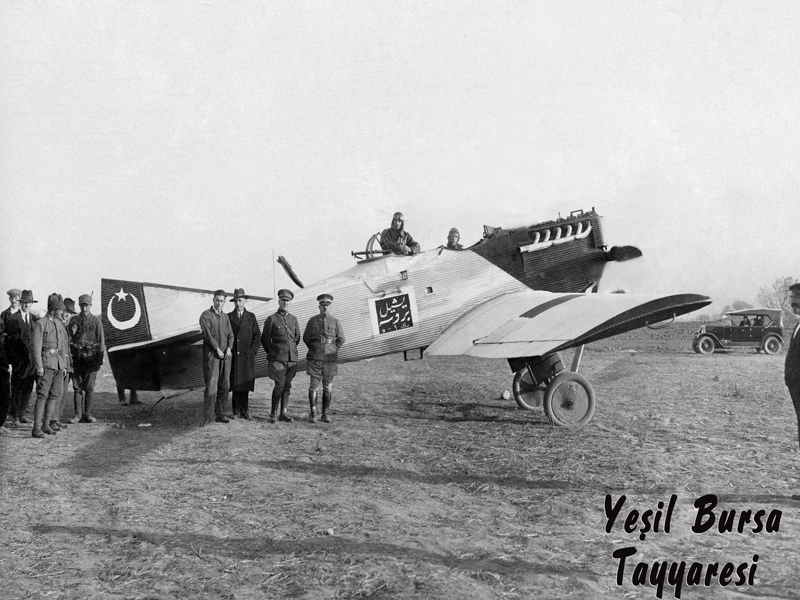
A20 Fuerza Aérea Turca

En 1925, Junkers entró en negociaciones con el gobierno turco sobre la base de las operaciones iniciales de las aerolíneas turcas. Los servicios de calibración de rutas se iniciaron durante el mismo año. Se estuvo discutiendo sobre una estación de mantenimiento en Eskişehir, cerca de Bursa, además, el gobierno turco también solicitó la construcción de una fábrica de aviones, que fuera capaz de construir el avión requerido para la nueva aerolínea, así como también de aviones militares para la futura fuerza aérea.
Al igual que en Rusia con la empresa conjunta en Fili, el gobierno alemán se involucró en la discusión y apoyó la cooperación entre la firma Junkers y Turquía. El 15 de agosto de 1925 se fundó la fábrica de aviones TOMTAŞ -Tayyare ve Motor Türk Anonim Şirketi. Los accionistas fueron Junkers Flugzeugwerke co una participación de 50 % y la Asociación Aeronáutica Turca (Türk Hava Kurumu) el 50% restante. La planta de producción estaba ubicada en Kayseri. 
Como resultado del contrato con TOMTAŞ, Junkers establecería una planta de producción de motores y construiría cuatro hangares para el montaje de aviones. El contrato tenía un período de validez de 40 años. La planta tendría una capacidad anual de 250 aviones y el gobierno turco debería comprar los aviones construidos por TOMTAŞ. Según Junkers, el gobierno turco retrasó el pago de los capitales pendientes y, por lo tanto, el contrato se rescindió en 1928 y Junkers se retiró de la escena de la aviación turca. Junkers solo entregó 20 aviones Junkers A20 a Turquía a finales de 1925. Estos aviones eran versiones civiles y fueron armados en Turquía con ametralladoras Madsen y lanzabombas debajo de las alas.

### Junkers A25
El Junkers A20 fue específicamente diseñado y motorizado para cumplir con las restricciones aliadas sobre la industria de la aviación de Alemania. Pero los motores Mercedes y BMW no ofrecían un nivel de potencia satisfactorio. Cuando en 1926, se eliminaron las restricciones se pudo combinar al A20 con los motores Junkers L2 y se volvió a designar como A25. Al parecer todos los A25 fueron A20 remotorizados.

### Junkers A35
También en 1926, se instalaron los primeros motores en línea de seis cilindros refrigerados por agua Junkers L5 de 349/280 hp en los [Junkers A 20. Con algunas modificaciones adicionales en la cola, el nuevo avión fue designado como A 35. Se construyeron originalmente un total de 24 aviones; un número de A20 y A25 fueron modificados con el motor Junkers L5 aunque el tipo, también estuvo disponible con el motor en línea de seis cilindros refrigerado por agua BMW IV.

### Junkers AFi R53
En 1925, el A20 de diseño civil volvió a sus orígenes como avión militar. Junkers envió un A20 a sus instalaciones suecas de AB Flygindustri en Limhamn, donde se instaló una ametralladora en el asiento trasero. Esta versión militar del A20 fue designada R02 . Aunque Junkers no pudo conseguir interés con esta variante militar y solo se convirtió un R02. En 1926, este R02 fue equipado con un motor Junkers L2 y redesignado como Junkers AFi R41 ; ese mismo año, AB Flygindustri equipó un Junkers A35 con un motor Junkers L5 con una ametralladora en el asiento trasero y esta versión fue designada como Junkers AFi R53. El R53 resultó lo suficientemente capaz para fines militares y se vendió a diferentes países incluida Suecia. La mayoría de estos R53 procedían de la conversión de aparatos civiles A20 o A35, que habían sido construidos en Dessau. Algunos fueron entregados a Turquía como A20 modificados, otros 20 aviones fueron a Rusia y 21 R53 militarizados fueron vendidos a China.

## Versiones
J20
designación del diseño para el avión de reconocimiento soviético de 1922
Ju 20
designación de los J20 construidos en Fili en 1923
Ju 35
Ju 20 modificado con motores Junkers L5
Tipo A
designación del diseño de los J20 civiles de 1923
A20L / A20W (hidro)
versiones civiles iniciales del J20 de 1923/24 con motores Mercedes D IIIa o BMW IIIa
A20a
versión con motor Junkers L2 (A20 modificado al estándar A25)
A20be
con motor BMW IV
A20b
motor Junkers L5 (A20 modificado al estándar A35)
A25
motor Junkers L2 (A20 modificado, también designado A20a)
A35
con motor Junkers L5 (A20 modificado también designado A20b)
A35a
motor BMW IV
R02
A20 militarizado (modificado por AB Flygindustri en Limhamn)
R02/R41
con motor Junkers L2 (convertido por AB Flygindustri)
AFi R53
A20 militarizados (modificados por AB Flygindustri)

## Usuarios
Afganistán
- Fuerza Aérea Afgana

 Bulgaria
- Fuerza Aérea Búlgara

 Chile
- Fuerza Aérea Chilena

 República de China
21 AFi R53 vendidos a los señores de la guerra, Zhang Zongchang de Shandong (10), Zhang Xueliang de Manchuria (9), Yan Xishan de Shanxi (1), Liu Xiang de Sichuan (1)
- Finlandia
- Fuerza Aérea Finlandesa

 República de Weimar
- Junkers Luftverkehr AG
- Deutsche Luft Hansa AG
- Deutsche Verkehrsfliegerschule (DVS)

 Hungría
- Fuerza Aérea Húngara

 Irán
- Fuerza Aérea Iraní

 Unión Soviética
- Fuerza Aérea Soviética – 20 Ju 20
- Dobrolet

 Turquía
- Fuerza Aérea Turca – 20 A20

## Especificaciones técnicas (A 20)

### Características generales
- Tripulación: 1
- Capacidad: 1
- Longitud: 8,30 m
- Envergadura: 15,35 m
- Altura: 3,50 m
- Superficie alar: 28,1 m²
- Peso vacío: 1 060 kg
- Peso cargado: 1 500 kg
- Peso máximo al despegue: 1 600 kg
- Planta motriz: Junkers L5.
  - Potencia: 260 kW (358 HP; 354 CV) cada uno.

### Rendimiento
- Velocidad nunca excedida (Vne): 208 km/h
- Velocidad crucero (Vc): 185 km/h
- Alcance: 900 km
- Techo de vuelo: 6 400 m

### Aeronaves de cometido, configuración y época comparables
- B.F.W. M-18
- Fokker F.II
- Junkers F 13
- Junkers K 16
- Dornier Merkur